# Karl-Erik Nilsson (idrottsledare)
Karl-Erik Nilsson, född 6 maj 1957 i Lindås, Vissefjärda församling, Kalmar län,, är en före detta fotbollsdomare och socialdemokratisk kommunalpolitiker. Han var 2011–2023 ordförande i Svenska Fotbollförbundet. Som domare har han dömt 150 allsvenska matcher. Han har även dömt ett flertal internationella matcher. 
Nilsson utbildade sig till mellanstadielärare under 1970-talet, och arbetade därefter som lärare i Kalmar och inom kriminalvården i Emmaboda. Mellan 1994 och 2006 var han kommunstyrelsens ordförande i Emmaboda kommun.  2007 blev han utsedd till ordförande i organisationen Hela Sverige ska leva.
Domarkarriären inleddes i början av 1980-talet och 1992 dömde Nilsson sin första allsvenska match. 1994 utsågs han till Fifa-domare och fick döma internationella matcher. Bland annat dömde Nilsson 12 Champions League-matcher mellan åren 1998 och 2002.
Efter domarkarriären har Nilsson fortsatt vara aktiv inom fotbollen. 2009 var han organisationschef när Sverige arrangerade U21-EM, och 2011–2012 var han ordförande för Bohusläns Fotbollförbund. Han blev styrelseledamot i Svenska Fotbollförbundet 2011 och valdes 23 mars 2012 till ordförande för Svenska Fotbollförbundet. Den 25 mars 2023 lämnade han över ordförandeskapet till Fredrik Reinfeldt.
Den 28 maj 2023 valdes han till ordförande för Sveriges Riksidrottsförbund efter Björn Eriksson.
Den 26 september 2023 röstade Nilsson i det europeiska fotbollsförbundet Uefa för att ryska U17-landslaget skulle få delta i europeiska tävlingar trots att Svenska Fotbollförbundet deklarerat att de inte kommer att deltaga i någon tävlingsverksamhet med ryska deltagare, vilket ledde till breda avgångskrav mot Nilsson.  Han avgick som ordförande för Riksidrottsförbundet efter ett extrainsatt möte 6 oktober 2023.